# 千葉市出身の人物一覧
千葉市出身の人物一覧（ちばししゅっしんのじんぶついちらん）は、千葉県千葉市出身の人物およびゆかりの人物の一覧。

## 出身有名人

### 政治家・軍人
- 臼井日出男（元衆議院議員、元防衛庁長官、元法務大臣）：花見川区
- 神崎武法（元公明党代表）：稲毛区
- 黒田雄（前衆議院議員）：花見川区
- 田沼隆志（前衆議院議員）：稲毛区
- 鶴岡啓一（第24・25代千葉市長）：中央区
- 遠山清彦（衆議院議員、財務副大臣）：中央区
- 沼田武（元千葉県知事）
- 渡貫博孝（前佐倉市長）：稲毛区
- 小川としゆき（千葉県議会議員）
- 濱崎真也（東京都国立市長）

### 司法
- 清古平吉（弁護士）

### 経済人
- 是永大輔（アルビレックス新潟シンガポールChairman、アルビレックス新潟バルセロナPresident）
- 高橋秀幸 （秀實社代表取締役社長）
- 中江利忠（朝日新聞社顧問・元社長）：緑区
- 中山一郎（日本軽金属社長）

### 学術関係者
- 青柳隆志（日本文学者・声優）
- 石田幹之助（東洋史学者）
- 平胤満（国学者、生実郷出身[1]）：緑区
- 西川泰夫（心理学者、上智大学名誉教授）
- 野口実（京都女子大学宗教・文化研究所教授）

### 芸術家
- 荒木淳一（画家）：稲毛区
- 西村克也（ディレクター）：稲毛区
- 増山麗奈（画家、ジャーナリスト、映画監督、政治活動家、パフォーマー、作家、参院選立候補経験者、船橋市という説もある））：若葉区

### 漫画家
- 雨宮淳
- 岡崎武士：緑区
- 木多康昭（『幕張』など）
- 九月乃梨子
- 重野なおき：花見川区
- つの丸
- ときた洸一（『機動武闘伝Gガンダム』など）：緑区
- 野間美由紀：緑区
- 藤島康介：緑区
- めるへんめーかー
- 本宮ひろ志：緑区
- 河村塔（漫画原作者）
- 浜田ブリトニー:中央区

### 文筆家
- 小川軽舟（俳人）
- 小川哲（作家）
- 海堂尊（作家、医師）
- 柏原兵三（作家）：緑区
- 椎名誠（作家）：花見川区
- 高橋治（作家）：美浜区
- 山川健一（作家）：稲毛区
- 勝浦雅彦（コピーライター、CMプランナー、クリエーティブディレクター）

### 芸能

#### 俳優・舞台・モデル
- 飯豊まりえ（女優）
- 市原悦子（女優）
- 忍成修吾（俳優）
- 今藤洋子（女優）
- Sachi（モデル）
- 鈴木理子（子役）
- 永島敏行（俳優）
- Nanami（モデル）
- 藤村あさみ（女優）
- 並樹史朗（俳優）
- 東山千栄子（女優）
- 水夏希（元宝塚歌劇団雪組トップスター）
- 則松亜海（元宝塚歌劇団雪組娘役）
- 綺城ひか理（宝塚歌劇団花組男役）
- 吉野紗香（女優）
- マツコ・デラックス（タレント）
- 服部義（AV男優）
- 吉谷彩子（女優）

#### アナウンサー
- 遠藤玲子（フジテレビ）：若葉区
- 小林廣輝（元TBS）
- 駒井亜由美（千葉テレビ放送、元青森テレビ）
- 泉水はる佳（千葉テレビ放送、元中国放送）：中央区
- 徳光雅英（福島中央テレビ）：稲毛区
- 戸部洋子（元フジテレビ）：美浜区
- 中村豊（NHK）
- 浜崎正樹（元福岡放送）：花見川区
- 平山雅（中京テレビ）：美浜区
- 松下香織（山形放送）
- 宮沢桃子（元東海テレビ放送）：花見川区
- 山本里菜（元TBS）
- 桝太一（元日本テレビ）：若葉区

#### コメディアン
- 菊地浩輔（チーモンチョーチュウ、お笑い芸人）
- 劇団ひとり（お笑いタレント、俳優）：花見川区
- 小島よしお（お笑い芸人、出生地は沖縄県）：稲毛区
- 八島広樹（お笑い芸人・EE男）：花見川区
- 山里亮太（お笑い芸人・南海キャンディーズ）：花見川区

#### 演芸関係
- 古今亭菊輔:緑区誉田町
- 金原亭龍馬
- 金原亭馬治
- 林家時蔵
- マグナム小林（バイオリン漫談）：稲毛区

#### 音楽
- 歌広場淳（ゴールデンボンバー）
- 相葉雅紀（歌手、
嵐）：花見川区
- 岩岡徹（ダンサー、歌手、俳優、Da-iCE）

- 植草克秀（歌手、俳優、少年隊）：中央区
- 瀬﨑明日香（ヴァイオリニスト）：花見川区
- 竹原ピストル（ミュージシャン、俳優）
- 仁藤優子（歌手、女優）：若葉区
- 塩原康孝（歌手、俳優・元SCREWメンバー）：稲毛区
- PATA（ギタリスト・X JAPAN）
- 優里（シンガーソングライター）
- 横山だいすけ（歌手、俳優）：緑区
- 星野みなみ（歌手、乃木坂46）：美浜区

### スポーツ

#### 千葉ロッテマリーンズ
- 佐藤幸彦（球団編成部）：花見川区
- 高瀬智弘（球団職員）：稲毛区
- 立川隆史（1994年 - 2004年在籍）：美浜区
- 寺村友和（1998年 - 2000年在籍）：稲毛区
- 伊与田一範（2002年 - 2003年在籍）：花見川区
- 浅間敬太（2003年 - 2008年在籍）：若葉区

#### ロッテ以外の野球選手
- 五十嵐亮太（敬愛学園高校、東京ヤクルトスワローズ・福岡ソフトバンクホークス）：稲毛区
- 石井一久（東京学館浦安高校、元ヤクルトスワローズ・ロサンゼルス・ドジャース他、現東北楽天ゴールデンイーグルスGM）：若葉区
- 大河原翔（東北楽天ゴールデンイーグルス）
- 大塚晶則（元大阪近鉄バファローズ・テキサス・レンジャース他）：花見川区
- 大野雄次（元ヤクルトスワローズ他）：中央区
- 小笠原道大（元北海道日本ハムファイターズ・読売ジャイアンツ他、現中日ドラゴンズ二軍監督）：美浜区
- 岡本直也（福岡ソフトバンクホークス）：稲毛区
- 小川龍也（中日ドラゴンズ・埼玉西武ライオンズ）：花見川区
- 小川善治（元大映ユニオンズ）
- 片岡易之（元埼玉西武ライオンズ・読売ジャイアンツ、現読売ジャイアンツコーチ）：花見川区
- 掛布雅之（元阪神タイガース、元二軍監督）（新潟県三条市生まれ）：中央区
- 川島亮（千葉経済大学付属高校、元東京ヤクルトスワローズ・東北楽天ゴールデンイーグルス）：稲毛区
- 近藤健介（福岡ソフトバンクホークス）：緑区
- 佐々木重徳（元国鉄スワローズ）
- 澤﨑俊和（元広島東洋カープ、現コーチ）：若葉区
- 染宮修支（元ヤクルトスワローズ）
- 高橋由伸（元読売ジャイアンツ、元一軍監督）：中央区
- 森忠仁（元阪神タイガース、日本プロ野球選手会事務局長）
- 横川史学（元東北楽天ゴールデンイーグルス・読売ジャイアンツ）：花見川区

#### ジェフユナイテッド市原・千葉
- 岡野洵：花見川区
- 増嶋竜也：中央区
- 米倉恒貴：稲毛区
- 櫻川ソロモン：中央区

#### ジェフ以外のサッカー選手
- 秋葉忠宏（水戸ホーリーホック監督、元アトランタ五輪代表）：若葉区
- 池上礼一（元FC東京、立教大学体育会サッカー部監督」）：花見川区
- 伊藤哲也（元サンフレッチェ広島他）：花見川区
- 岡本昌弘（元U-20日本代表、ジェフ千葉に在籍経験あり）：緑区
- 加藤弘堅（ギラヴァンツ北九州）：若葉区
- 上福元直人（徳島ヴォルティス）：若葉区
- 木之本興三（日本プロサッカーリーグ（Jリーグ）理事、ワールドカップ2002年大会日本代表団長）：中央区
- 佐藤祥（水戸ホーリーホック、ジェフ千葉に在籍経験あり）
- 白井永地（ファジアーノ岡山FC）
- 菅澤優衣香（浦和レッズレディース）
- 中後雅喜（東京ヴェルディ、ジェフ千葉に在籍経験あり）：稲毛区
- 中島崇典（ガイナーレ鳥取）：稲毛区
- 名良橋晃（元湘南ベルマーレ他、元日本代表）：花見川区
- 羽生直剛（元日本代表、ジェフ千葉に在籍経験あり）：花見川区
- 村井慎二（コラソン千葉、元日本代表、ジェフ千葉に在籍経験あり）
- 守田達弥（サガン鳥栖）：若葉区
- 山岸智（大分トリニータ、元日本代表、ジェフ千葉に在籍経験あり）：稲毛区
- 山根伸泉（VONDS市原）

#### 相撲・武道・格闘技
- 荒馬大五郎（別名:宮城野 江戸時代大相撲で活躍した力士）：花見川区
- 伊東拓馬（キックボクサー）
- きぼーるマン（プロレスラー）：中央区
- 門倉凛（女子プロレスラー）
- 木村悠（プロボクサー）
- 堤駿斗（プロボクサー）
- 琴富士孝也（元大相撲力士、現タレント）：花見川区
- 国分利人（空手家）
- タンク長井（プロレスラー）
- 神田裕之（プロレスラー）
- 栃偉山弘行（元大相撲力士）
- 翠竜輝嘉（元大相撲力士）
- 馬場口洋一（総合格闘家、元大相撲力士）
- マリーンズマスク（覆面プロレスラー）：美浜区
- みやこマン（プロレスラー）
- 若闘将敏男（元大相撲力士）
- 若三梅雅裕（元大相撲幕下力士）
- 渡辺智子（女子プロレスラー）
- まなせゆうな（女子プロレスラー）

#### その他のスポーツ
- 池田勇太（ゴルフ）：若葉区
- 村主章枝（フィギュアスケート）：若葉区
- 村主千香（フィギュアスケート）：若葉区
- 長塚京子（テニス）：稲毛区
- 原田哲也（オートバイ・ロードレース）：緑区
- 清宮幸子（旧姓「植竹」プロボウリング）：美浜区
- 清水弘子（プロボウリング）：中央区
- 田中康大（ロンドンパラリンピック金メダリスト、水泳）：美浜区
- 鈴木博美（陸上競技長距離走・マラソン、1997年世界陸上アテネ大会女子マラソン金メダリスト）：花見川区
- 峰島秀（陸上競技円盤投、1936年ベルリンオリンピック5位）：中央区
- 渡辺康幸（陸上競技長距離走・駅伝競走、現指導者）：花見川区
- 緑川あかり（スカッシュ）

### 囲碁・将棋・チェス
- 石井健太郎(将棋棋士)
- 大和久彪(将棋棋士)
- 森田道博(囲碁棋士)
- 高尾紳路(囲碁棋士)

### 諸分野
- 神戸の長吉（侠客、千葉郡浜野村出身[2]）：中央区
- リュウジ（料理研究家）

## ゆかりのある人物
- 木村拓哉（歌手、俳優、SMAPの元メンバー）

生まれは東京であるが、育ちは千葉市である。
- ジュリア（女子プロレスラー）

イギリス・ロンドン生まれ、千葉市育ち
- 西竹一（大日本帝国陸軍軍人、馬術選手）

東京府東京市麻布区（現在の東京都港区麻布）出身。軍人時代に千葉市西猪鼻（現在の千葉市中央区市場町付近とされる）に愛馬ウラヌスと共に在住していた記録が現存する。
- 長谷川豊（元フジテレビアナウンサー、経営者）

美浜区在住
- 舩後靖彦 (れいわ新選組所属の参議院議員)

岐阜市出身で10歳から千葉市で育つ。千葉県立千葉南高等学校卒業生
- 吉田拓郎（シンガーソングライター、音楽プロデューサー）

一時期検見川の寺に下宿していた。